# 11eyes
11eyes: Tsumi to Batsu to Aganai no Shōjo (яп. 11eyes -罪と罰と贖いの少女- 11eyes - Цуми то Бацу то Аганаи но Сё:дзё, русс. «11глаз: Грех, Проклятие, Искупление») — визуальный роман для взрослых, выпущенный компанией «Lass» для PC 25 апреля 2008 года и являющийся их четвёртым произведением. Адаптированная под платформу Xbox 360 игра под названием 11eyes CrossOver была выпущена 2 апреля 2009 года компанией «5pb».. Фан-диск с игрой для Windows под названием 11eyes -Resona Forma- был представлен на фестивале Fall 2010.
Манга-адаптация, иллюстрированная Наото Аяно, начала публиковаться в октябре 2009 года в журнале Comp Ace. Показ соответствующего аниме-сериала проходил с октября 2009 по июль 2010 года.
На официальном сайте аниме появилась информация о продолжении проекта в нескольких OVA-эпизодах. Премьера назначена на 2010 год.

## Сюжет
Какэру Сацуки вырос в приюте и с детства был нелюдим, общаясь только с ещё одной сиротой, Юкой, ставшей его лучшей подругой. Теперь он живёт один и учится в одном классе с подругой детства, удочерённой семьёй Минасэ. Парень общается лишь с ней да ещё с парой одноклассников — любящим всех смешить Тадаси и его строгой подружкой Каори. Именно с ними он отправляется на распродажу в местный торговый центр «Аояма».
Но по пути туда всё окружающее внезапно меняется. Люди города Аямэгаока куда-то пропали, небо окрасилось в ярко-алый цвет, а Луна обернулась чёрной, как ночь. Какэру и Юка остались одни в странном мире Красной Ночи, окружённые откуда ни возьмись взявшимися чудовищами. Однако наваждение закончилось почти сразу, и друзья не успели подвергнуться нападению. Но, как оказалось, Красная Ночь имеет обыкновение возникать в любом месте и в любое время. Отныне Какэру поклялся во что бы то ни стало защищать Юку!
Однажды они поняли, что кроме них в Красной Ночи оказываются ещё и другие ребята — причём все из их школы! Число людей, оказывающихся в этом мире — шесть, и они помогают друг другу выжить. Однако им противостоят шестеро Чёрных Рыцарей, таинственных и очень опасных существ, которые почему-то называют людей «осколками».

### Предыстория
Красная ночь — это параллельная реальность, созданная тёмной ведьмой Лизелоттой Веркмайстер для исполнения мечты её возлюбленного — разрушения мира. Этот мир похож на реальность, в которой живут главные герои, однако всё вокруг, включая небо, там алого, как кровь, цвета, царит вечная ночь, а на небе неподвижно застыла чёрная луна. На самом же деле эта никакая не Луна, а ворота в Ад, ради которых Лизелотта и создала этот мир.
Для достижения цели ей необходимы были два сильнейших артефакта — глаз Эон, способный предвидеть будущее и принадлежащий Какэру, и «камень Пустоты» («Изумрудная скрижаль») — таинственный изумруд, который обладает могущественной силой. Ей удалось завладеть обоими артефактами, а также создать ворота в Ад, но 14 посланников магической организации под названием Индекс сумели запереть её в Красной Ночи, пожертвовав своими телами и получив облик страшных и безжалостных существ — Чёрных Рыцарей.
Камень Пустоты был извлечён из тела ведьмы и разбит на 7 осколков. Один из них так и остался в Лизелотте, ещё 6 были разбросаны по параллельным мирам и оказались в телах Юки, Мисудзу, Такахисы, Юкико, Кукури и Сиори. Каждый осколок дал своему хозяину новые силы. Об этом знали лишь Сиори и Кукури. Поэтому-то старшая сестра Какэру и решила совершить самоубийство, а также уничтожить глаз Эон, пока ещё не пробудившийся у брата. В том мире, где Кукури обладала паранормальными способностями, она убила брата с помощью своего ангела-хранителя, однако там Какэру не был хозяином глаза Эон. В том же мире, где мальчику принадлежал этот артефакт, Кукури не имела ангела-хранителя, и поэтому не убила его.

## Персонажи
Какэру Сацуки (яп. 皐月 駆 Сацуки Какэру) — Главный герой 11eyes. Они вместе с сестрой остались сиротами и оказались в детском доме, где он впервые встретил Юку. После его старшая сестра покончила жизнь самоубийством (это произошло за 5 лет до начала основной сюжетной линии). Парень перенес тяжёлую психологическую травму, однако Юка давала ему силы жить. Какэру нелюдим и угрюм, помимо подруги детства почти ни с кем не общается. Он наполовину слеп и носит повязку над правым глазом, известном как глаз Эон, благодаря которому Сацуки получил силу предвидения: он может использовать глаз для того, чтобы предсказать движения соперника в бою и победить его. Кроме того, Какэру может видеть обрывки воспоминаний Верарда, бывшего короля Дресвении, который, по-видимому, тоже был хозяином глаза. В игре глаз Эон даёт своему хозяину все воспоминания всех предыдущих хозяев, а также возможность исполнения мечты, однако взамен всасывает в себя душу владельца.
Сэйю: Синсукэ Накамото
Юка Минасэ (яп. 水奈瀬 ゆか Минасэ Юка) — Подруга детства Какэру, которая помогла ему вынести потерю сестры, а теперь учится с ним в одном классе. Она влюблена в парня и старается ему помочь. Она обладает силой, которую они с Кукури называют «Рукой Славы»: она способна нейтрализовать любые другие силы, в том числе и её «товарищей по несчастью» — таких же попавших в Красную Ночь. Позже в игре она узнаёт, что эта сила проснулась в ней ещё когда они жили в приюте, но Юка боялась появившихся способностей и не знала, как ими управлять, и поэтому некоторые сироты в детском доме начали сходить с ума и убивать друг друга. Юка добровольно отдала осколок пустоты, который был в её душе, ведьме Лизелотте, из-за чего чуть не погибла.
Сэйю: Ото Агуми
Мисудзу Кусакабэ (яп. 草壁 美鈴 Кусакабэ Мисудзу) — Рыжеволосая ведьма-воительница. Учится в той же школе, что и Какэру с Юкой, однако на год их старше. Она потомственная ведьма и наследница клана Кусакабэ, который известен благодаря крови Они, придающей своему обладателю особую силу, и пяти демоническим мечам, называемым Сокровищами клана Кусакабэ. Собственно, Мисудзу и владеет этими пятью мечами. Заклинания для их вызова заключены в иероглифах на её ногтях. Она самая сильная из шестерых и обладает холодным и расчётливым умом. Влюблена в Какэру, в чём и признаётся ему во время финального боя.
Сэйю: Ю Асакава
Юкико Хирохара (яп. 広原 雪子 Хирохара Юкико) — Миловидная девочка родом из Дресвении. На год младше, чем Какэру и Юка, учится в их школе и работает там же, где и Какэру. Юкико страдает раздвоением личности: лишь сняв очки, она тут же превращается в безжалостную убийцу, которая не щадит даже своих. Ей пришлось убить Такахису, чтобы освободить парня от захватившего его Огненного демона, и лишь убив его, она поняла, что любит его по-настоящему. В аниме её убила Супербия, а в игре её осколок был поглощён Лизелоттой.
Сэйю: Ома Итимура
Такахиса Тадзима (яп. 田島 賢久 Тадзима Такахиса) — Парень из той же школы, что и все остальные. Ровесник Какэру и Юки, однако учится в параллельном классе. Когда он был маленьким, его бросили родители, и он прилагал все усилия ради выживания. Скрываясь от полиции, его заметила молодая девушка по имени Саеко, которая впоследствии его усыновила и устроилась на работу в его школу. Он не очень-то её уважает и только после её смерти понимает об истинной ценности её жизни. Когда демон Огня, живший в нём, вышел из под контроля, он попросил Юкико себя убить. Такахиса привязан к Юкико и питает к ней некоторые чувства.
Сэйю: Сётаро Морикубо
- Кукури Татибана (яп. 橘 菊理 Татибана Кукури)

Странная девушка все из той же школы, на год старше Какэру и Юки. Она выглядит точь-в-точь, как и старшая сестра парня. Она ничего не помнит о том, что было с ней пять лет назад и, кажется, потеряла голос. Для общения она использует блокнот, куда и записывает всё. В бою Кукури выпускает серебряные цепи с острыми наконечниками, которые пленяют врага, а также обладает силой исцеления. Впоследствии в финальном бою она получает обратно свою память и дар речи и рассказывает, что на самом деле она — Абраксис, ангел-хранитель мёртвой сестры Какэру. Когда Какэру был маленьким, его сестра узнала о том, что в ней заключён осколок Пустоты, а у него есть глаз Эон и попыталась его убить с помощью Абраксис, а затем покончила жизнь самоубийством. Однако в одном из альтернативных миров, где у Кукури был ангел-хранитель, Какэру не обладал глазом Эон и потому умер, а в другом альтернативном мире, где у Какэру был глаз Эон, он не умер, поскольку сестра была лишена ангела-хранителя.
Сэйю — Риса Мацуда (PC), Норико Рикимару (Xbox-360 & аниме)

### Чёрные Рыцари
Аваритиа (яп. アワリティア Аваритиа, Avaritia, Алчность) — Лидер Чёрных рыцарей, полный решимости истребить Осколки. На самом деле он является одним из четырнадцати святых, посланных Индексом охранять Лизелотту Веркмайстер. Именно он должен был извлечь из ведьмы Камень Пустоты и уничтожить его, однако вместо этого он разделил камень на семь частей, одна из которых осталась заточённой внутри Лизелотты, остальные же были разбросаны по параллельным мирам. Это объясняет то обстоятельство, почему рыцари называют шестерых ребят Осколками и стремятся их уничтожить: камень Пустоты обладает ужасающей силой, и с его помощью мир можно погрузить в хаос.
Сэйю: Эйго Мираи
Ира (яп. イラ Ира, Ira, Гнев) — Второй убитый Рыцарь. Специализировался на китайских боевых искусствах. Настоящее имя — Себастьян.
Сэйю: Маргаринэ Тэнгу
Инвидиа (яп. インウィディア Инвидиа, Invidia, Зависть) — Единственная женщина-рыцарь помимо Супербиа. Была убита четвёртой, после того, как Юка пробудила свои силы и нейтрализовала её атакующую мощь. Единственная, у кого были крылья. Обладала очень большой разрушающей силой. В игре стало известно, что она любила Себастьяна.
Сэйю: Риса Мацуда
Акэдиа (яп. アケディア Акэдиа, Acedia, Уныние) — «Маг» среди Чёрных рыцарей, поскольку ранее был владельцем глаза Эон. Его настоящее имя — Бенедикт. После того, как его убили, часть души по имени Схоластика попыталась сбежать, однако также была уничтожена.
Гула (яп. グラ Гура, Gula, Чревоугодие) — Гигантский толстый мужчина, убитый Мисудзу в самом начале.
Сэйю: Кэйсукэ Куроива
- Супэрбиа (яп. スペルビア Супэрубиа, Superbia, Гордыня)

Самый мощный Чёрный Рыцарь после Аваритиа, влюблена в него без памяти. Единственная из Чёрных Рыцарей, кто не связана с Индексом. На самом деле является Кусакабэ Мисао — изгнанной из рода Кусакабэ ведьмой, которой искренне восхищается Мисудзу. Использует два меча, напоминающие мечи Мисудзу. Ранее эти мечи принадлежали роду Кусакабэ, и потому священных реликвий было Семь, однако после её изгнания их стало пять. Смотрит свысока на всех, кроме Сиори, поскольку та — единственная, кому она может противостоять.
Сэйю — Эрэна Кайбара (PC), Хё-сэй (Xbox-360 & аниме)

### Прочие
Сиори Момоно (яп. 百野 栞 Момоно Сиори) — Её настоящее имя — «Урсула Книжная Полка», и она — посланница из Индекса. Она учится в том же классе, что и Какэру, для того, чтобы наблюдать за развитием способностей глаза Эон. Сиори — одна из кандидаток в новые 14 Святых Индекса, однако она родилась в проклятой семье, где все рождались слепыми. В случае Сиори все оказалось ещё хуже: она выглядела как шарнирная кукла и даже пальцем не могла пошевелить, однако скрытая в ней магия помогла девушке ожить. Она пожертвовала собой и отдала Осколок, сокрытый в её душе, Какэру, для того чтобы он мог поместить Лизелотту за границу между мирами. Одна из главных героинь 11eyes CrossOver.
Тадаси Тэруя (яп. 照屋 匡 Тэруя Тадаси) — Одноклассник и хороший друг Юки и Какэру. Здешний комик-извращенец, который просто обожает всех смешить! Некоторое время пытался ухаживать за Сиори. Постоянно подвергается нападениям Каори, которая пытается его сдерживать.
Каори Нацуки (яп. 奈月 香央里 Нацуки Каори) — Одноклассница и хорошая подруга Юки и Какэру. Достаточно строгая. Является подружкой Тадаси и всячески старается его сдерживать. Одна из главных героинь 11eyes CrossOver.
Саико Акаминэ (яп. 赤嶺 彩子 Акаминэ Саико) — Школьная медсестра и опекунша Такахисы. Она нашла его, когда он был совсем маленьким, скрываясь от полиции. Ранее была известной байкершой. Вредная привычка — курение.
Лизетта Веллтейл (яп. リゼット・ヴェルトール Ризэтта Вэрутору) — Милая и обаятельная девушка, заключённая в кристалле в самом центре Красной Ночи и, судя по всему, создательница этого мира. На самом же деле она является опаснейшей колдуньей Лизелоттой Веркмайстер, которая была заключена в кристалл ради спасения мира. Она была влюблена в Верарда и хочет использовать Камень Пустоты и глаз Эон для того, чтобы разрушить мир. Лизелотта — создательница Красной Ночи, сделавшая это для того, чтобы найти дверь в ад (чёрная луна на небе)
- Верард (яп. ヴェラード Вэра:до)

Также известен как Велад или Верард. Бывший король Дресвении и обладатель глаза Эон. Его душа живёт в Какэру. Он был любовником Лизелотты и был убит одним из своих сподвижников.

### Новые персонажи из 11eyes CrossOver
Су Амами (яп. 天見 修 Амами Су) — Главный герой в 11eyes CrossOver, одноклассник Юки, Какэру, Мио и Сионэ. Он так называемый «модернизированный маг», потому что использует особые методы магии и колдует с помощью современных изобретений (к примеру, мобильного телефона, с помощью которого можно попасть в параллельный мир). Судя по всему, этот метод был изобретён его дедом.
Сионэ Адзума (яп. 吾妻 汐音 Адзума Сионэ) — Одноклассница Юки, Какэру, Мио и Су. Влюблена в последнего и даже ему в этом призналась, однако тот её отверг, поскольку боялся, что его образ жизни может подвергнуть Сионэ опасности.
Мио Коно (яп. 紅野 澪 Коно Мио) — Она из того же класса, что и Юка, Какэру, Су и Сионэ. Также является «модернизированным магом», поскольку её отец был учеником деда Су.
Канаэ Куросиба (яп. 黒芝 かなえ Куросиба Канаэ) — Одноклассница Такахисы и главный отрицательный персонаж 11eyes CrossOver. Она гораздо сильнее Сиори, своей прямой соперницы, и входит в общество семи наиболее сильных тёмных колдунов, созданное во время Второй мировой войны для противостояния Индексу. Она знает о Красной Ночи практически все и, возможно, была одной из создательниц (наравне с Лизелоттой).

## Аниме
| Зрительский рейтинг            | Зрительский рейтинг            | Зрительский рейтинг            |
| (на 30 июля 2010 г. для аниме) | (на 30 июля 2010 г. для аниме) | (на 30 июля 2010 г. для аниме) |
| ------------------------------ | ------------------------------ | ------------------------------ |
| Сайт                           | Оценка                         | Голосов                        |
| AniDB                          | · ссылка                       | 597                            |
| Anime News Network             | · ссылка                       | 318                            |
| IMDb                           | · ссылка                       | 12                             |

В номере журнала Comp Ace за август 2009 года было заявлено о создании аниме по мотивам игры 11eyes. Премьера сериала на японских телеканалах должна была состояться осенью. Первая серия аниме, сделанного на студии Dogakobo, была показана в октябре.
В аниме используются следующие музыкальные композиции:
- Открывающая тема — «Arrival of Tears» в исполнении Ayane;
- Закрывающая тема — «Sequentia» в исполнении Asriel.

### Список серий
Примечание: названия серий также появляются в аниме в виде субтитров на венгерском языке. Обычно это переведённые на венгерский язык соответствующие японские словосочетания, однако для коренных венгров они могут показаться немного странными и непривычными.
| | |                      |  |
| 1 | Алая Ночь (Red Night) «Akai Yoru» (赤い夜 〜Piros éjszaka)                                                                                               | 6 октября 2009 года  |  |
| Какэру, выросший в приюте и ставший свидетелем самоубийства сестры, вырос в детском приюте. Теперь он живёт один и учится в старшей школе, в одном классе с подругой детства по имени Юка. Однажды они вместе с ещё одной парой одноклассников собираются посетить ярмарку в Аояме, однако на полпути туда попадаю в параллельный мир - Красную Ночь, где подвергаются нападению чудовищ. Когда Красная Ночь заканчивается, Какэру обещает Юке защитить её, если она снова повторится, надеясь, что наваждение прошло раз и навсегда... Однако Красная Ночь имеет обыкновение начинаться и заканчиваться вне желания Какэру и Юки.                                                                                                | |                      |  |
| 2 | Девушка из Хрустального Замка (The Maiden of Crystal Palace) «Suishō no Shōjo» (水晶の少女 〜egy lány -ban kristály)                                     | 13 октября 2009 года |  |
| Снова попав в Красную Ночь, Какэру и Юка встречают ещё одну девушку - ведьму-воительницу по имени Кусакабэ Мисудзу, которая защищает их от чудовищ и уничтожает противников. Позже они втроем находят хрустальную башню, где заточена ведьма по имени Лизетта (судя по всему, создательница мира Красной Ночи) и которую защищают гораздо более сильные соперники - шестеро Чёрных Рыцарей. Они нападают на троицу, однако на этом Красная Ночь заканчивается. | |                      |  |
| 3 | Одинокая Гордость (The Lonely Pride) «Kodoku na Hokori» (孤独な誇り 〜egyedülálló büszkeség)                                                             | 20 октября 2009 года |  |
| Какэру просит Мисудзу обучить его искусству меча, однако та отказывается. Но Какэру полон решимости защитить Юку в следующий раз, когда они попадут в Красную Ночь! | |                      |  |
| 4 | Внешняя улыбка (Smiling Behind a Facade) «Kamen no Bishō» (仮面の微笑 〜a doboz mögött maszk)                                                            | 27 октября 2009 года |  |
| Какэру пытается найти силу, сокрытую в нём, однако та никак не хочет пробуждаться. Когда они снова попадают в Красную Ночь, на них нападает пара Чёрных Рыцарей. Первого убивает Мисудзу, однако подвергается нападению второго со спины. К счастью, её спасает Юкико, вооружённая парой кинжалов, а затем Такахиса запускает в Рыцаря огненный шар, на чём и кончается Красная Ночь. | |                      |  |
| 5 | Ради друзей и завтрашнего дня (For My Friends and For Tomorrow) «Tomo to Asu no Tameni» (友と明日のために 〜barátoknak,holnapra)                         | 3 ноября 2009 года   |  |
| Какэру и Юка знакомятся с Кукури, которая внешне является точной копией его мёртвой сестры. Их даже одинаково зовут. Парень возобновляет уроки владения мечом с Мисудзу, однако вскоре наступает Красная Ночь. Мисудзу тут же занимается Чёрными Рыцарями, в то время как Юка и Какэру вынуждены бежать. Внезапно на них нападает ещё один Рыцарь, и во время боя пробуждается сила Какэру, благодаря которой он может предсказывать движения соперника. | |                      |  |
| 6 | Запутавшееся Сердце (Confused Heart) «Kokoro Midarete» (心乱れて 〜szíbtép fájdalom)                                                                     | 10 ноября 2009 года  |  |
| Из-за овладевших им после пробуждения глаза Эон воспоминаний о прошлом Какэру попадает в своеобразную кому и мучается от дикой боли, пронизывающей тело и душу. Мисудзу проводит ритуал исцеления, для которого необходимо полностью раздеться, а Юка незаметно подкрадывается к зале и подсматривает за ними. Она ревнует Какэру, а когда тот во время обеда называет ведьму по имени, убегает. Какэру находит её на крыше школы, где Юка просит его поцеловать, но парень отказывается. И тогда Юка убегает. Внезапно наступившая Красная Ночь застаёт всех врасплох, и они вынуждены бежать. Юкико находит порванный рюкзачок Юки, который та все время носит с собой, и Какэру, заподозрив самое худшее, бросается на поиски. | |                      |  |
| 7 | Спутанное Пробуждение (Twisted Awakening) «Yuganda Kakusei» (歪んだ覚醒 〜kanyargos ebredes)                                                             | 17 ноября 2009 года  |  |
| Юка пропала, и остальные разделяются, чтобы её найти: Такахиса и Какэру идут в школу, а девушки бегут в разные места. Юкико находит Юку в заброшенном храме, и они разговаривают о Какэру и чувствах Юки. Внезапно на Какэру и Такахису нападают Чёрные Рыцари, а тем временем ведьма пытается высвободиться из кристалла. Все вместе борются против Инвидиа, однако Юка пробуждает свою силу для того, чтобы остановить разрушение. | |                      |  |
| 8 | Час Колдовства (Witching Hour) «ōma ga toki» (逢魔が時～félhomály öv)                                                                                    | 24 ноября 2009 года  |  |
| Юка долго находится в бессознательном состоянии, а проснувшись, видит рядом с собой Какэру. Она отдыхает, а парень отправляется обучаться искусству меча с Мисудзу. Та рассказывает ему о Супербии и Кусакабэ Мисао, а затем предлагает выпить своей крови, чтобы стать сильнее. Это видит Юка и тоже просит выпить крови Мисудзу. Затем они с Какэру остаются в доме Мисудзу, а остальные выходят наружу. Какэру слышит странный шум наверху и встречает Сиори, которая говорит ему, что это он разбудил демонов! | |                      |  |
| 9 | Порванные Узы (Breaking Bonds) (壊れた絆 〜törött kötés)                                                                                                 | 1 декабря 2009 года  |  |
| Супербиа убивает Саеко и приводит Такахису в ярость. Высвобождается огненный демон, который в нём живёт, и Такахиса начинает разрушать город. Он просит Юкико убить его, чтобы освободить от демона. Тем временем Сиори сообщает Какэру, что только он может победить демонов, и они вместе с Мисудзу борются против Супербии. В бою Мисудзу узнаёт, что Супербиа - изгнанная ведьма из клана Кусакабэ. | |                      |  |
| 10 | Ведьма Пробуждается (The Witch Awakens) (魔女覚醒 〜bukott angyal)                                                                                       | 8 декабря 2009 года  |  |
| Сиори рассказывает Какэру и Мусудзу всю правду о Красной Ночи и о том, что Лизетта на самом деле злая ведьма по имени Лизелотта, которая хочет уничтожить мир, как и её возлюбленный - Верард, бывший хозяин глаза Эон. 64 года назад Лизелотта была заточена в кристалле, а артефакт Камень Пустоты разбросан по параллельным мирам. Его части оказались в душах шестерых избранных - потому-то чёрные рыцари и называли их Осколками. Юкико хочет отомстить за смерть Такахисы и борется против Супербии, однако та её убивает и выдирает осколок из её живота. | |                      |  |
| 11 | Жребий под названием Разрушение (The Choice called Destruction) «metsubō to iu sentaku～válogatott-hoz kialvás» (滅亡という選択～válogatott-hoz kialvás) | 15 декабря 2009 года |  |
| Лизелотта просыпается и пытается убить Юку, но Какэру её защищает, и это приводит к её смерти. Сиори и два чёрных рыцаря остаются защищать мир от ведьмы, а Мисудзу и Какэру оказываются в безопасности. Единственное, что им остаётся, это совершить ритуал - они должны сблизиться настолько, насколько это возможно. Однако рыцари проигрывают, и Лизелотте удаётся завладеть глазом Эон и уничтожить весь мир. | |                      |  |
| 12 | Рассвет в Тёмной Ночи (Daybreak of the Dark Night) «yamiyo no akatsuki～a sötét hajnal» (闇夜の暁～a sötét hajnal)                                       | 22 декабря 2009 года |  |
| Все, что произошло в 11 серии, оказалось предвидением Какэру: что бы случилось в том случае, если бы он поспешил на помощь Юке. Какэру решает закончить жизнь самоубийством, но в последний момент Юка воздействует своей силой на его меч, и тот исчезает. В финальном сражении Сиори отдаёт свой осколок Какэру, чтобы тот мог отправить Лизелотту в междумирье. Таким образом, они одерживают победу и оказываются в очередном мире, где Юкико и Такахиса живы, но ничего не помнят о Красной Ночи. | |                      |  |

### OVA
OVA «11eyes», называемая также «11eyes. 13 серия» рассказывает о событиях, произошедших уже после основного действия. В ней всё те же шестеро героев, а также Сиори попадают в параллельный мир под названием Розовая Ночь, где всё разительно отличается от Красной Ночи: способности героев совершенно неожиданны (например, глаз Эон позволяет Какэру смотреть сквозь одежду, из-за чего он видит девушек в нижнем белье). Этот мир отличается эротикой: даже Чёрные Рыцари называют себя Эро-рыцарями.

## Саундтрек
Оригинальный саундтрек визуальной новеллы 11eyes состоит из трёх музыкальных композиций:
- Открывающей темы под названием «Lunatic Tears» в исполнении Аянэ.
- Закрывающей темы под названием «Kegare Naki Yume» 穢れ亡き夢 в исполнении Asriel.
- Песни «Bōkyaku no Tsurugi» (忘却の剣) в исполнении Аянэ.

Саундтрек 11eyes CrossOver состоит из двух композиций:
- Открывающей темы под названием «Endless Tears…» в исполнении Аянэ.
- Закрывающей темы под названием «Tsuioku no Chikai» 追憶の誓い в исполнении Asriel.
- В трейлере PSP-версии 11eyes Crossover звучит песня «Shinjitsu he no Requiem» 真実ヘの鎮魂歌 в исполнении Аянэ.